# قرش دقيق الأسنان
قرش دقيق الأسنان (الاسم العلمي Carcharhinus isodon)، نوع من جنس القرش الترابي وينتمي إلى فصيلة البنبكيات، يوجد في غرب المحيط الأطلسي، من ولاية كارولاينا الشمالية إلى البرازيل. يبلغ أقصى طول له 1.9 متر (6.2 قدم).

## معرض صور

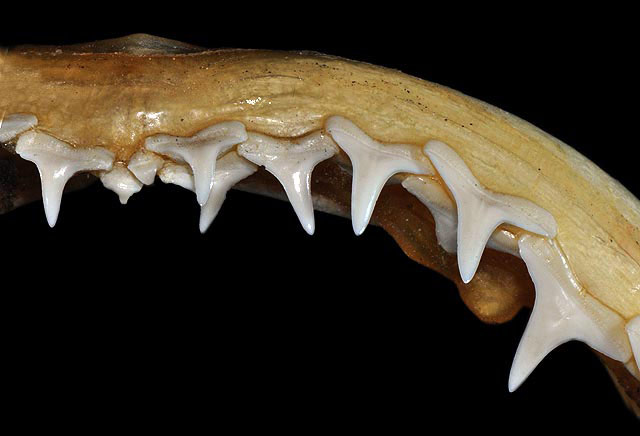
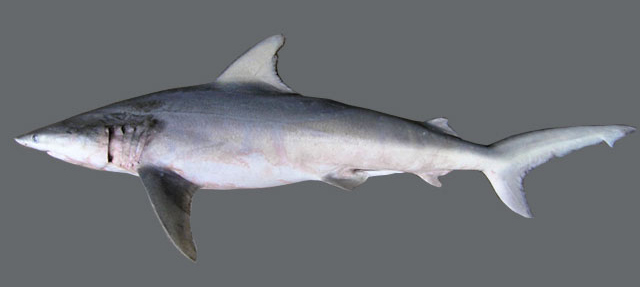
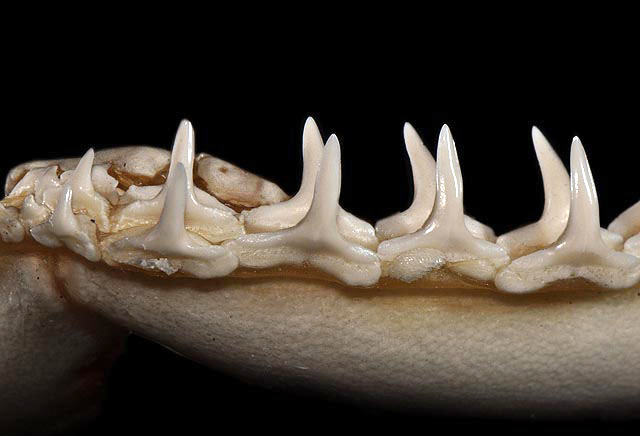
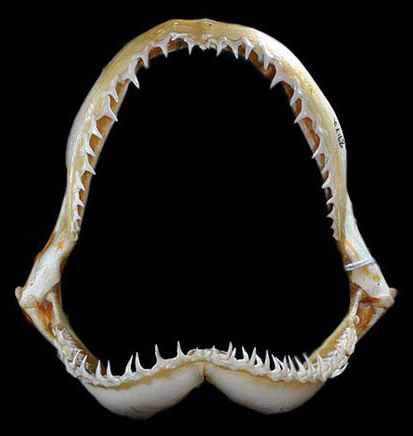
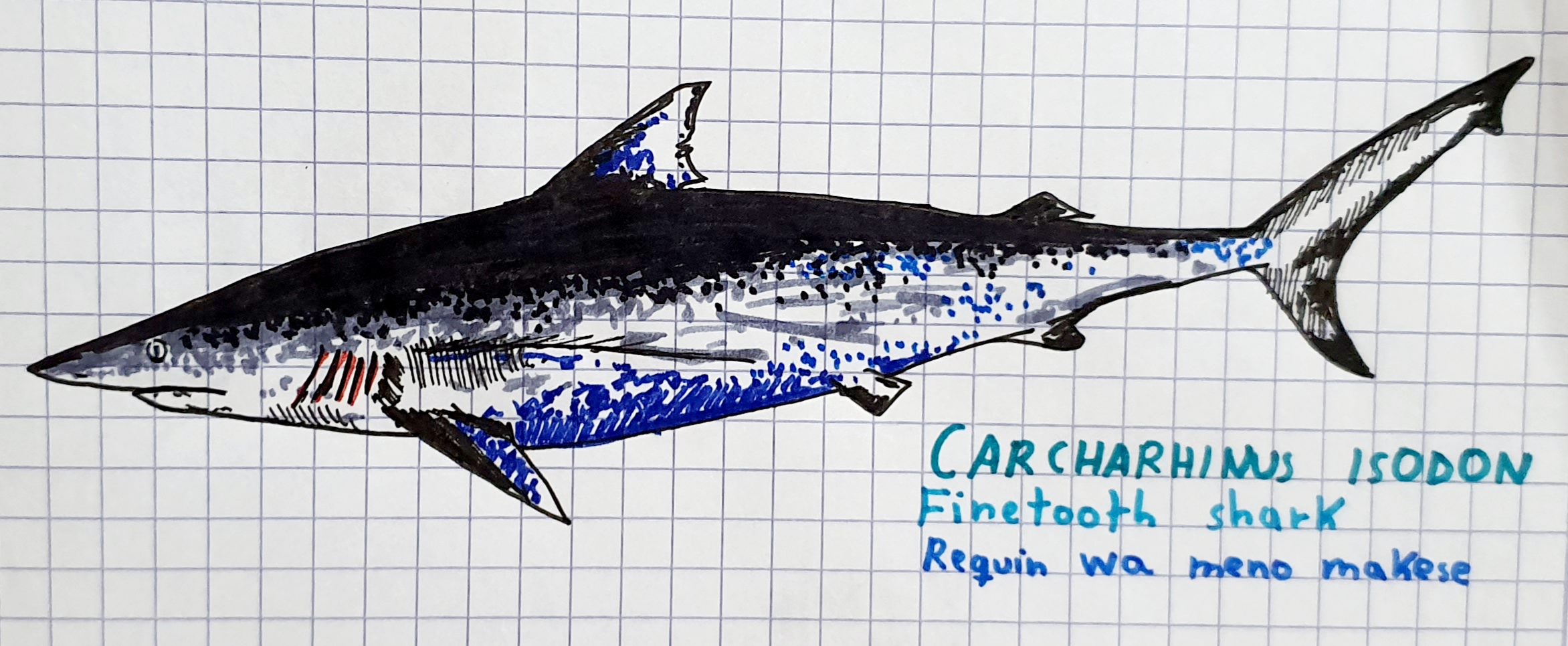
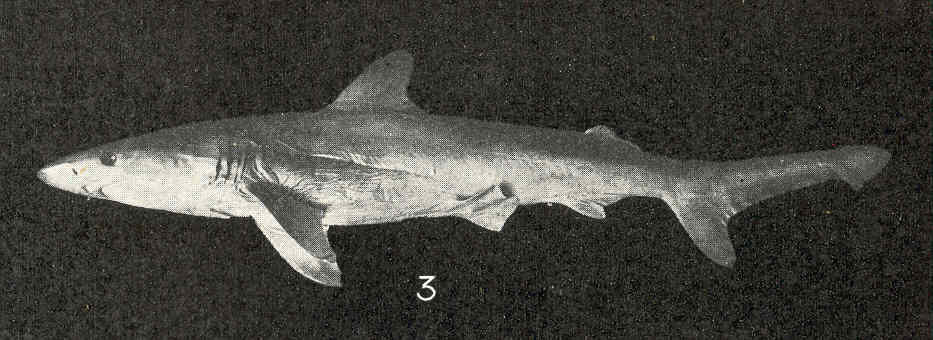